# Ordell Flemming
Ordell Brian Flemming (* 16. September 1993 in Basseterre) ist ein Fußballspieler von St. Kitts und Nevis.

## Karriere

### Verein
Er begann seine Karriere in der Saison 2012/13 beim Village Superstars FC. Ab der Spielzeit 2015/16 spielte er auf Trinidad und Tobago bei Morvant Caledonia United. Seit der Spielzeit 2017/18 spielt er wieder in seiner Heimat bei den Village Superstars.

### Nationalmannschaft
Er hatte seinen ersten Einsatz für die Nationalmannschaft von St. Kitts und Nevis am 12. November 2015, während eines Freundschaftsspiels gegen Andorra. Bei dem 1:0-Auswärtssieg wurde er in der 90. Minute für Harry Panayiotou eingewechselt. Danach kam er 2016 und im März 2021 zum Einsatz.